# Instituto para Mujeres de California

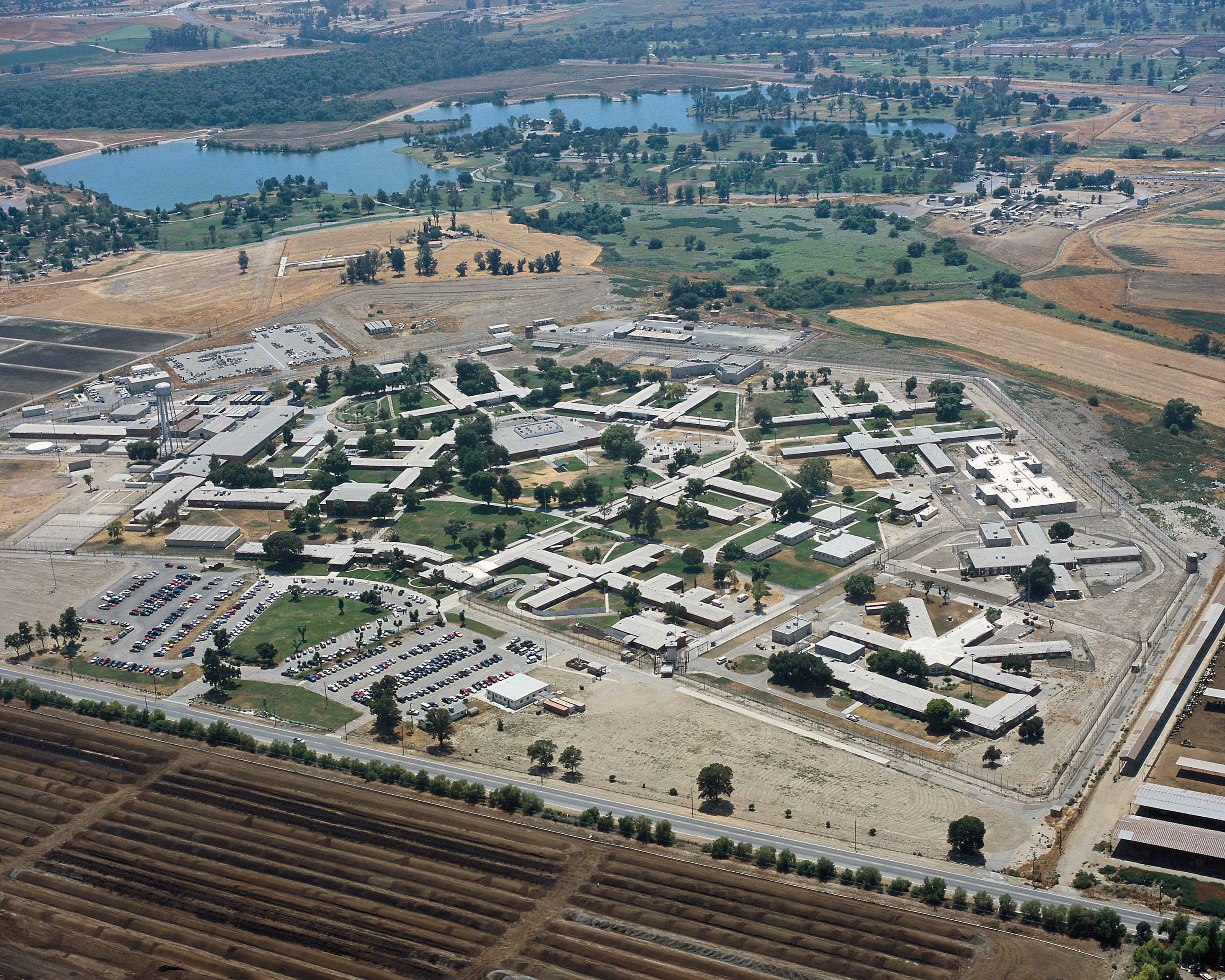
Vista aérea

El Instituto para Mujeres de California (California Institution for Women, CIW) es una prisión para mujeres en Chino, California. Es una parte del Departamento de Correcciones y Rehabilitación de California (CDCR por sus siglas en inglés).
Antes de 1932, las prisioneras mujeres eran alojados en la Prisión Estatal de San Quentin. El campus original de CIW en Tehachapi se construyó y se abrió en 1932, y en el noviembre de 1933 el estado transfiere a las mujeres de San Quentin a Tehachapi. La prisión abolió uniformes de prisioneros y las prisioneras vivían en casas de campo en lugar de celdas. En el 21 de julio de 1952 un terremoto dañó los edificios de CIW. El campus actual en el Condado de San Bernardino se abrió en 1952.
Originalmente el CIW de Corona se encuentra en un área no incorporada. La ciudad de Chino anexó la zona que tiene la prisión en 2003. El CIW tiene una dirección postal que dice "Corona, California", pero el CIW se encuentra en la ciudad de Chino.

## Prisioneras notables
de Techahapi:
- Madge Meredith[2]
- Brenda Ann Spencer